# Аутари
Аутари (око 540 — 5. септембар 590., Павија) такође знан као Агилолф, је био краљ Ломбарда од 584. до своје смрти. После смрти његовог оца Клефа 574. године, не желе да га признају за краља, што доводи до десотогодишњег безвлашћа знаних као Владавина Грофова. 
Година 574. и 575. Ломбарди несмотрено нападају Провансу, Бургоњу и краља Гунтрама из меровиншке династије. Гунтрам је склопио савез са својим нећаком краљем Аустрзије Зигебертом II, и напао Ломбардију. Аустразијска војска је напала регију око Адиђеа и заузеле Тренто. Византијски цар, Тиберије II је започео преговоре са Францима и Ломбардима.